# 柳沢時附
柳沢 時附（やなぎさわ ときます）は、江戸時代中期の旗本。通称は信尚、熊之助、弥一郎、源七郎。
旗本山高信吉の四男。母は柳沢安忠の娘。柳沢時憲の養子。号は遊澤。妻は伴政継の娘。
時附にも男子がいなかったため、致仕後に娘婿の安弘が家督を継いだ。

## 年表
※日付は旧暦
- 元禄3年（1690年）6月2日 - 桐間番の番士となる
- 元禄3年（1690年）8月14日 - 小納戸となる
- 元禄3年（1690年）12月10日 - 小納戸を免職になり小普請となる
- 元禄7年（1694年）閏5月9日 - 大番の番士となる
- 元禄11年（1698年）7月18日 - 家督を相続する
- 元禄15年（1702年）9月2日 - 新番の番士となる
- 宝永5年（1708年）9月15日 - 新番組頭となる。のち西丸勤めとなる
- 享保16年（1731年）10月15日 - 船手頭となる
- 享保16年（1731年）12月23日 - 布衣の着用を許される（六位相当となる）
- 元文5年（1740年）3月14日 - 船手頭を辞職し寄合となる。その際に時服3領を拝領する
- 元文5年（1740年）12月30日 - 致仕。養子の安弘が家督を継ぐ
- 寛保1年（1741年）10月13日 - 死去。月桂寺に葬られる。法名は幽澤